# Copa México 1960-61
La Copa México 1960-61 fue la 45.ª edición de la Copa México, la 18.ª en la era profesional.
El torneo empezó el 18 de marzo de 1961 y concluyó el 30 de abril de ese mismo año en Ciudad de México, en el cual el equipo del CD Tampico A.C. logró el título por primera vez con una victoria sobre el Deportivo Toluca de 1-0. En esta edición se jugaron rondas eliminatorias entre los 14 equipos.

## Sistema de competencia
Se utilizó un modelo tradicional de eliminación directa, donde el equipo con mayor número de goles en el marcador global avanzaba a la siguiente ronda.
Cada ronda se jugó a dos partidos, de visita recíproca. En caso de haya empate, se define con un tiempo extra y en caso de percistir, se llevará a cabo unos tiros desde el punto penal, que solamente lo pateará un jugador por bando.

## Primera ronda
| Local ida | Resultado global | Local vuelta | Ida | Vuelta     |
| --------- | ---------------- | ------------ | --- | ---------- |
| Tampico   | 6-4              | Monterrey    | 2-0 | 4-4 (t.e.) |
| Oro       | 4-4 (1-3 pen.)   | Celaya       | 2-3 | 2-1        |
| Irapuato  | 2-3              | Atlante      | 1-1 | 1-2        |
| América   | 5-2              | Atlas        | 4-1 | 1-1        |
| Morelia   | 2-3              | Guadalajara  | 1-1 | 1-2        |
| León      | 8-6              | Necaxa       | 4-1 | 4-5        |
| Zacatepec | 4-8              | Toluca       | 0-2 | 4-6        |

## Segunda ronda
| Local ida   | Resultado global | Local vuelta | Ida | Vuelta     |
| ----------- | ---------------- | ------------ | --- | ---------- |
| Guadalajara | 5-4              | Atlante      | 3-3 | 2-1 (t.e.) |
| América     | 4-7              | Toluca       | 3-2 | 1-5        |
| Celaya      | 0-2              | Tampico      | 0-0 | 0-2        |

## Ronda final
|  | Semifinales | Semifinales | Semifinales | Semifinales | Semifinales |   |         | Final   | Final | Final | Final | Final |
|  |             |             |             |             |             |   |         |         |       |       |       |       |
|  | Toluca      | Toluca      | 5           | 0           | 5           |   |         |         |       |       |       |       |
|  | León        | León        | 0           | 2           | 2           |   |         |         |       |       |       |       |
|  |             |             |             |             |             |   | Tampico | Tampico |       |       | 1     |       |
|  |             | Toluca      | Toluca      |             |             | 0 |         |         |       |       |       |       |
|  | Guadalajara | Guadalajara | 0           | 0           | 0           |   |         |         |       |       |       |       |
|  | Tampico     | Tampico     | 0           | 2           | 2           |   |         |         |       |       |       |       |

### Semifinales
| 16 de abril de 1961 | Toluca                                    | 5:0 (2:0) | León | Estadio Luis Dosal, Toluca de Lerdo |  |
|                     | Carús 1, 35, 87' · Patiño 60' · Dosal 90' |           |      |                                     |  |

| 23 de abril de 1961 | León                           | 2:0 (1:0) (Global 2:5) | Toluca | Estadio La Martinica, León de Los Aldama |  |
|                     | Di Florio 10' · Martinolli 90' |                        |        |                                          |  |

| 16 de abril de 1961 | Guadalajara | 0:0 | Tampico | Estadio Jalisco, Guadalajara |  |
|                     |             |     |         | Árbitro(s): Juan Rodríguez   |  |

| 22 de abril de 1961 | Tampico                   | 2:0 (1:0) (Global 2:0) | Guadalajara | Estadio Tampico, Tampico      |                               |
|                     | Rolando 16' · Pérsico 47' |                        |             | Árbitro(s): Rafael Valenzuela | Árbitro(s): Rafael Valenzuela |

### Final
| 30 de abril de 1961 | Tampico   | 1:0 (0:0) | Toluca | Estadio Universitario, Ciudad de México |  |
|                     | Banda 75' |           |        |                                         |  |

|                            |
| Campeón Tampico 1.o título |

## Goleadores
| Jugador              | Club        | Goles |
| -------------------- | ----------- | ----- |
| Carlos Carús         | Toluca      | 7     |
| Oswaldo Martinolli   | León        | 5     |
| Dante Juárez         | Toluca      | 5     |
| Delio Gamboa         | Oro         | 4     |
| Ricardo Bonelli      | Tampico     | 3     |
| Javier Valdivia      | Guadalajara | 3     |
| Roberto Rolando      | Tampico     | 3     |
| Jorge Sánchez García | Atlante     | 3     |
| Ismael Ferreyra      | Celaya      | 3     |
| Julio María Palleiro | América     | 3     |